# Креозотовий кущ
Креозотовий кущ (лат. Larrea tridentata) — квіткова рослина родини парнолистових (Zygophyllaceae).
Ці рослини поширені в пустелях Мохаве, Сонора і Чіуауа західної Північної Америки, зокрема частин США і Мексики. Вид близько пов'язаний з південноамериканським видом Larrea divaricata і колись розглядався як один вид.
В центрі пустелі Мохаве росте «King Clone» — клональна колонія рослин віком близько 11 700 років.